# Afërdita Dreshaj
Afërdita Dreshaj (ur. 19 lutego 1986 w Titogradzie) – albańsko–kosowska modelka i wokalistka, wicemiss Albanii z 2007 roku, miss Kosowa z 2011 roku.

## Życiorys
W 2007 roku uzyskała II miejsce w konkursie Miss Shqipëria. W 2011 roku wygrała w konkursie Miss Universe Kosovo, kwalifikując się tym samym do konkursu Miss Universe; znalazła się w Top 16.
Zamieszkała w stanie Michigan.

## Albumy[7]
- Just Kiss Me (2010)

## Życie prywatne
Była w związku partnerskim z wokalistą Shpatem Kasapim. Związała się następnie z czeskim hokeistą Jakubem Kindlem, z którym wzięła ślub w 2018 roku; małżeństwo doczekało się syna.